# Szkoła Podstawowa nr 1 w Kole
Szkoła Podstawowa nr 1 im. Stanisława Konarskiego w Kole – ośmioletnia, publiczna szkoła podstawowa w Kole.
Jest najstarszą szkołą w mieście, istnieje od lat 70. XIX wieku. Do 1992 w tym samym budynku istniało również Liceum Ogólnokształcące (przeniesione potem do innego budynku) oraz do 2017 - Gimnazjum nr 1 im. Stanisławy Fleszarowej-Muskat w Kole.
Budynek szkoły został wpisany do gminnej ewidencji zabytków.

## Historia
W latach 70. XIX wieku w miejscu dzisiejszego Zespołu Szkół Ekonomiczno-Administracyjnych oddano do użytku budynek przeznaczony na szkołę. W 1880 w szkole uczyło się 50 uczniów, a w 1896 dokonano podziału na szkołę żeńską i męską.
W latach 1918−1923 szkoła posiadała dwie filie: przy ulicy Bogumiła i ulicy Sienkiewicza. Na przełomie 1919 i 1920 roku szkole nadano imię Stanisława Konarskiego.
Podczas II wojny światowej budynek szkoły doznał poważnych uszkodzeń i nie nadawał się do prowadzenia zajęć. Po zakończeniu działań wojennych szkoła rozpoczęła działalność w budynku dzisiejszego Przedszkola Miejskiego nr 3 przy dzisiejszej ulicy Wojciechowskiego. Ze względu na zwiększającą się liczbę uczniów władze miasta zdecydowały się na przekazanie szkole budynku przy ulicy Szkolnej, w którym szkoła istnieje do dziś. 
W 1973 szkoła zaczęła pełnić rolę szkoły gminnej dla gminy Koło. W 1974 ponownie nadano szkole imię Stanisława Konarskiego oraz odsłonięto pomnik patrona. 
W 1992 Liceum Ogólnokształcące im. Kazimierza Wielkiego zajmowało część budynku szkoły, ale później zostało przeniesione do nowego budynku przy ulicy Bliznej. W 1999 w związku z reformą oświaty wschodnia część szkoły została zajęta przez Gimnazjum nr 1.
Od 2007 szkoła korzysta ze zlokalizowanej obok niej hali sportowej im. Agaty Mróz-Olszewskiej.
W 2017 włączono Gimnazjum nr 1 im. Stanisławy Fleszarowej-Muskat w skład szkoły podstawowej.

## Dyrektorzy
Dyrektorzy szkoły:
- Józef Pierzchlewski (1896–1927)
- Kazimierz Michalski (1927–1939)
- Józef Rosiński (1945–1949)
- Marian Gralewski (1949)
- Wiktor Gajewski (1949–1950)
- Jadwiga Kwaśniowa (1950–1959)
- Wincenty Marciniak (1959–1966)
- Maria Jaśkowska (1966–1978)
- Władysław Wiśniewski (1978–1981)
- Teresa Marko (1981–1983)
- Maria Śpiewak (1983–1984)
- Józef Dużyński (1984–1991)
- Ewa Bedlechowicz (1991–2004)
- Romuald Adamek (2004–2019)[4]
- Jarosław Janowski (2019–2024)
- Zbigniew Drożdżewski (od 2024)[5]

## Pracownicy szkoły
- Eugeniusz Gabryelski
- Władysław Ziemacki

## Absolwenci
- Tadeusz Kraszewski
- Andrzej Makowski
- Andrzej Malinowski
- Dariusz Matysiak
- Beata Mikołajczyk
- Stanisław Pierzchlewski